# Folicana nota
Folicana nota är en insektsart som beskrevs av Delong och Freytag 1972. Folicana nota ingår i släktet Folicana och familjen dvärgstritar. Inga underarter finns listade i Catalogue of Life.